# Касьяненко, Евгений Леонидович
Евгений Леонидович Касьяненко (10 марта 1965) — советский и российский футболист, полузащитник.

## Биография
Воспитанник владивостокского футбола, тренер — Евгений Иванович Афанасьев. На взрослом уровне начал выступать в 1983 году в составе «Луча» во второй лиге СССР. Играл за владивостокский клуб с перерывами около 10 сезонов.
В 1992 году вместе с командой стал победителем зонального турнира первой лиги России. В высшей лиге дебютировал 11 марта 1993 года в матче против «Ротора». Всего сыграл два матча в высшей лиге в марте 1993 года, после чего покинул команду. Всего за свою карьеру в составе «Луча» сыграл более 150 матчей.
В 1996 году играл в чемпионате Казахстана. В составе «Елимая» ни одного официального матча не провёл, а в составе павлодарского «Иртыша» провёл 4 матча в высшей лиге. «Иртыш» в том сезоне стал серебряным призёром чемпионата страны.
Много лет выступал на любительском уровне за клубы Владивостока и Приморского края, в том числе «Луч-Автомобилист» и «Владрыбпорт». В 2001 году входил в символическую сборную первенства Приморского края. Также играл за местные клубы по мини-футболу.
После окончания спортивной карьеры занимался бизнесом, связанным с внешней торговлей.